# Sarcomelicope argyrophylla
Sarcomelicope argyrophylla är en vinruteväxtart som beskrevs av André Guillaumin. Sarcomelicope argyrophylla ingår i släktet Sarcomelicope och familjen vinruteväxter. Inga underarter finns listade i Catalogue of Life.